# Kabdebó Duci
Kabdebó Duci, születési nevén Kabdebó Jozefina (Pesthidegkút, 1898. június 13. – Kolozsvár, 1974. június 27.) erdélyi magyar operettprimadonna, Bisztrai Mária anyja.

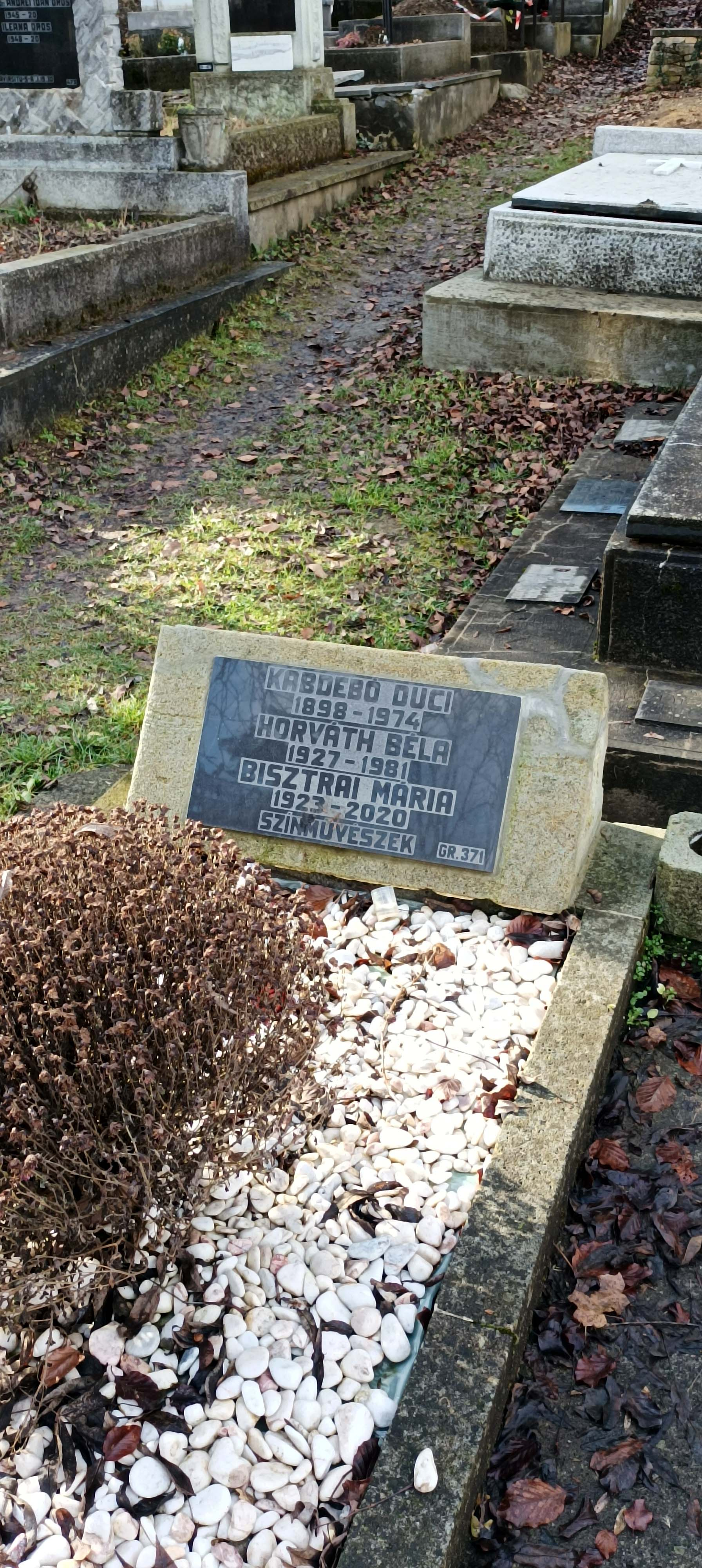
Sírja a Házsongárdi temető Kertek nevű parcellájában

## Élete
Az erdélyi örmény nemesi Kápdebó család leszármazottja..  
Fiatal lányként Déván műkedvelő előadásokban szerepelt. Itt ismerkedett meg Petru Grozával, a későbbi román miniszterelnökkel. Mivel a család ellenezte kapcsolatukat, Kolozsvárra szökött, és anyagi okokból színésznőnek jelentkezett Janovics Jenőnél. Egy próbaelőadás után állandó szerződést kapott, és pályafutásának két éve alatt számos szerepet játszott. Gyermeke, Bisztrai Mária megszületése után többet nem lépett színpadra.
Petru Groza mindvégig tartotta a kapcsolatot Kabdebó Ducival és lányával. Halála előtt nem sokkal megkérte Fazekas János politikustársát, hogy halála után is, Kabdebó Duci minden születésnapjára küldjön egy csokor virágot előre megírt üdvözlősorokkal. Ez meg is történt.

## Szerepei
- Charlotte báróné (Vincze Zsigmond: Hamburgi menyasszony)
- Orlovszky herceg (Ifj. Johann Strauss: A denevér)
- Annuska (Oscar Straus: Búcsúkeringő)
- Éva (Schubert–Berté: Három a kislány
- Flórika (Moldován Gergely: Flórika szerelme)
- Fidiászné (Henri Christiné: Fi-Fi)
- Heléna hercegnő (Oscar Straus: Varázskeringő)
- Riza (Lehár Ferenc: Tatárjárás)
- Hermine (Nádor Mihály: Offenbach)
- Lucy (Jacobi Viktor: Leányvásár)
- Sybill (Jacobi Viktor: Sybill)
- Pillangó főhadnagy (Komjáthy Károly: Pillangó főhadnagy)